# Louisa Aslanian
Pour les articles homonymes, voir Aslanian.
Louisa Aslanian (en arménien : Լուիզա Ասլանեան), connue sous le nom de plume Lass (en arménien : Լաս), née vraisemblablement le 5 mai 1906 à Tabriz et morte en janvier 1945 dans le camp de Ravensbrück, est une résistante communiste, écrivaine et poétesse française d'origine arménienne.

## Biographie

### Débuts

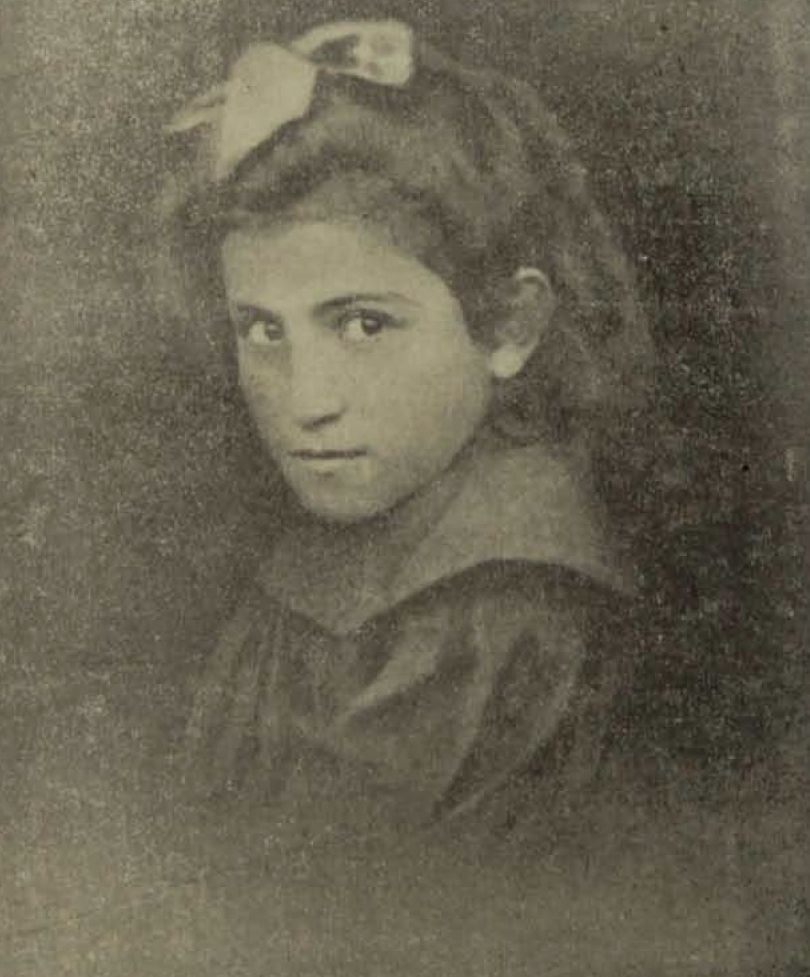
Louisa Aslanian à 6 ans.

Louisa Srapionovna Aslanian (Krikorian) naît le 5 mai 1902 (selon les archives françaises), 1904 (selon les archives allemandes) ou 1906 (selon certaines ouvrages), à Tabriz, en Iran, dans une famille modeste. Ses parents sont Srapion Krikorian et Maria (née Shahbazian).
Louisa Aslanian va à l'école Aramian, fait ses études secondaires au lycée Guétronagan de Tabriz puis continue ses études au gymnasium russe de Tiflis. Elle apprend à lire dès l'âge de 5 ans. Tôt, elle fait preuve d'un don pour l'écriture, composant des poèmes à l'école et traduisant des textes littéraires russes et français. Elle commence aussi à apprendre à jouer du piano dès son plus jeune âge.
Après son retour à Tabriz en 1923, elle se marie avec l'avocat Arpiar Aslanian,.

### Vie en France

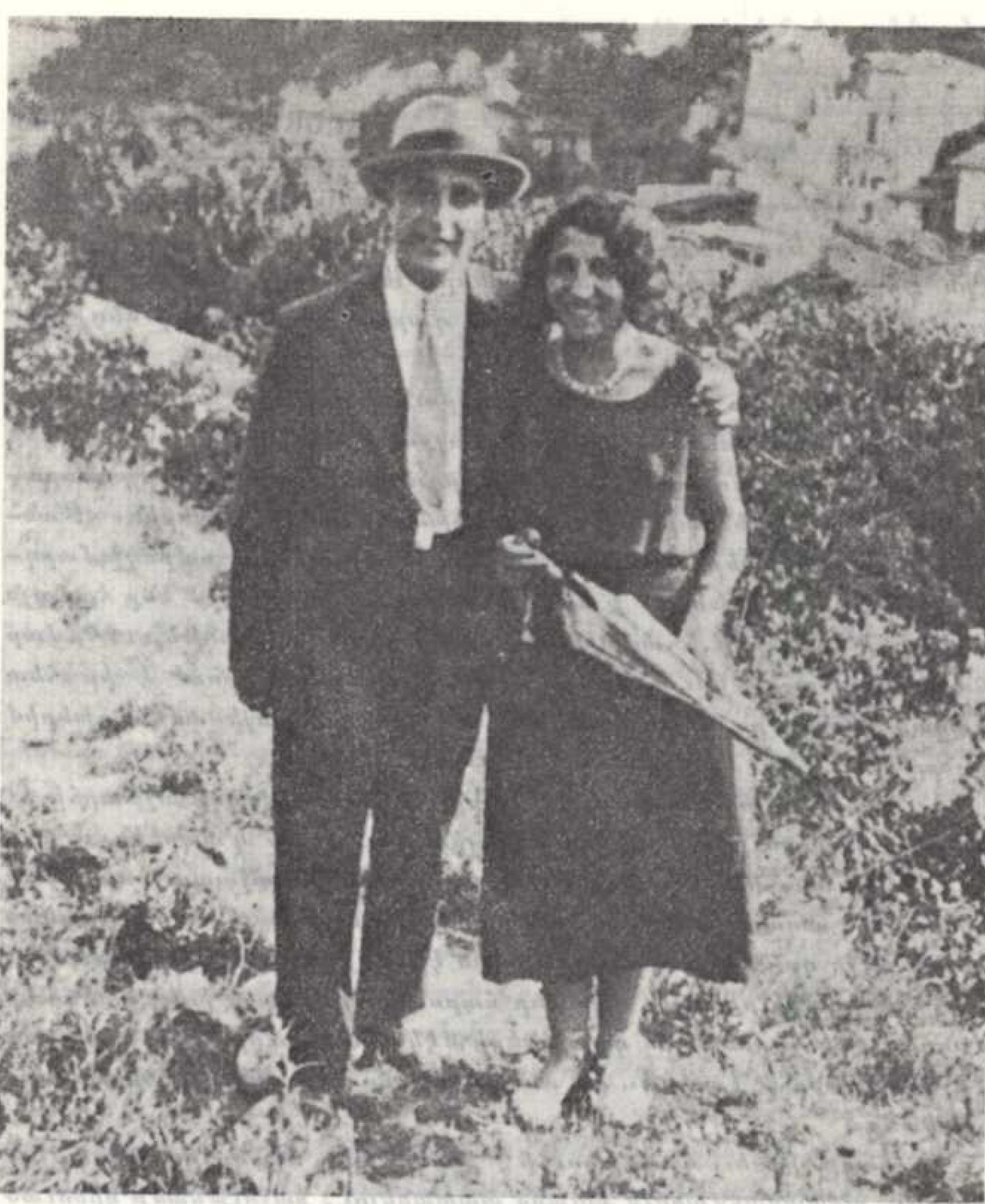
Louisa et Arpiar Aslanian en France.

En 1923, le couple s'installe à Paris, emmenant avec eux la sœur de Louisa, Archalouïs, et leur mère Mania. Louisa veut continuer son apprentissage du piano mais elle doit abandonner ce rêve par manque de moyens. Elle s'inscrit à la place à la faculté de littérature de la Sorbonne. Dans la capitale française, elle participe activement à la Société des écrivains franco-arméniens, travaille pour des journaux, tisse des liens dans des cercles littéraires et adopte le nom de plume de « LAS ».
Au milieu des années 1920, elle fait publier un certain nombre de nouvelles dans la presse franco-arménienne : « Դրամներիս հավաքածուն » (Ma collection de pièces de monnaie), « Երկաթե գինեվաճառը » (La cave à vin en fer), « Լիճը » (Le Lac), etc..
En 1928, Louisa Aslanian publie une série de nouvelles intitulées « Խանը » (Le Khan).
En 1935 est publié sa série d'histoires intitulée « Գծից դուրս » (Au-delà de la ligne) en deux volumes.
En 1936, Louisa Aslanian rejoint le Parti communiste français et entame une collaboration avec le journal arménien Zangou, alors dirigé par Missak Manouchian. La même année, elle publie son roman « Հարցականի ուղիներով » (Sur les chemins du doute), en deux volumes (republiés en 1959 à Erevan).
En 1937, elle devient membre active de la Section française du Comité de secours pour l'Arménie (HOG) ainsi que présidente de l'Union des dames arméniennes de Paris. Elle est aussi membre de l'Union des écrivains arméniens de France.

### Résistante

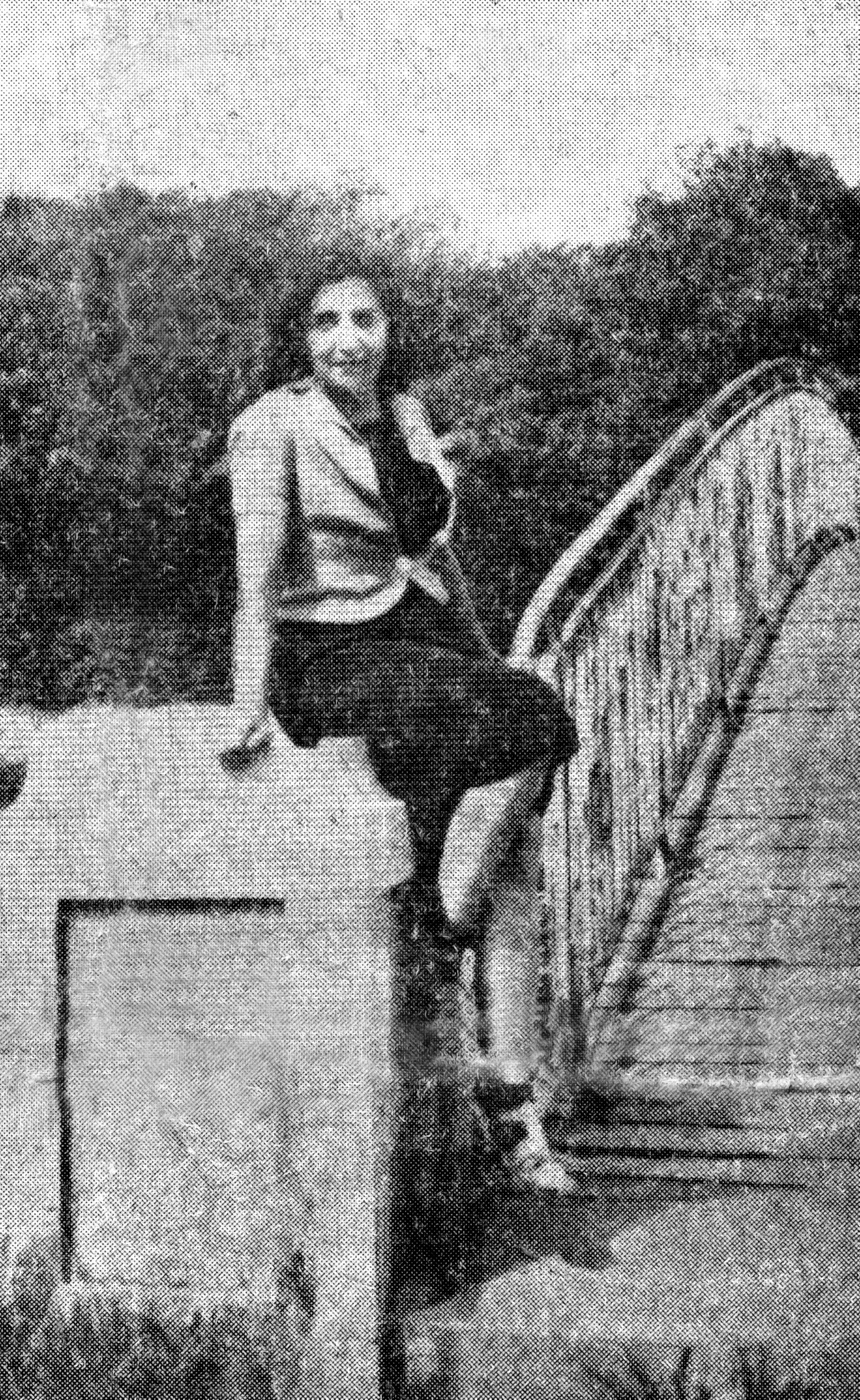
Louisa Aslanian sur un pont en France. C'est l'une des dernières photographies d'elle avant son arrestation (24 juillet 1944).

Après la défaite française contre l'Allemagne nazie et l'occupation de la France, les Aslanian rejoignent la Résistance intérieure française en 1940. Selon les Mémoires d'Henri Karayan, Louisa était une recruteuse pour les FTP-MOI au sein d'une cellule combattante du Parti communiste français créée fin 1941. Elle est membre de liaison entre des groupes de résistants. Le couple Aslanian travaille aussi dans une maison d'édition clandestine et fournit des armes aux résistants. Aslanian est en lien avec d'autres résistants comme Missak Manouchian, Mélinée Manouchian, Arpen Tavitian, Ayk Dpirian ou encore Shag Taturian. Elle est d'ailleurs en admiration de ce premier, ayant pour projet d'écrire un roman à son sujet. Dans la résistance, Louisa est connue sous le pseudonyme de « Madeleine ». À cette époque, les Aslanian enseignent les mathématiques et les échecs au jeune Charles Aznavour.

### Arrestation et mort
Le 26 juillet 1944, les nazis procèdent à l'arrestation d'Arpiar à son magasin, l'emmènent à son domicile rue d'Aix et y procèdent à l'arrestation de Louisa sous les yeux de leur famille et de leurs voisins. Le couple est incarcéré à la prison de Fresnes.
Ses manuscrits sont saisis et détruits par les Allemands, en particulier Histoire de la Résistance et La Chute de Paris,.
Le 15 août 1944, ils sont envoyés de Toulouse à Buchenwald. Arpiar est ensuite transféré au Camp de concentration de Dora et Louisa à celui de Ravensbrück, où elle arrive vraisemblablement le 1er septembre 1944 et reçoit le numéro 57440. Dès le 4 septembre, elle est envoyée à l'usine HASAG, près de Leipzig, camp satellite de Buchenwald, et y reçoit le numéro 4460. Elle y est en compagnie de Lise London. Les archives semblent aussi indiquer sa présence dans le camp de prisonniers Stalag IV-E.
Durant sa captivité, elle écrit le poème « Գործարանում » (À l'usine), qui évoque le travail forcé auquel étaient soumis les prisonniers politiques ; une deuxième partie, différente sur la forme, célèbre la lutte contre le fascisme. Elle écrit aussi « Մալա » (Mala), qu'elle ne finit pas. Selon Mélinée Manouchian, ce dernier poème est l'acronyme des quatre noms de ceux qui lui sont chers : « M » pour sa mère Maria, « A » pour sa sœur Archalouïs, « L » pour elle-même et « A » pour son mari Arpiar. Krikor Beledian en donne une autre interprétation : Mala (juive belge d'origine polonaise) est le nom d'une figure de la résistance des camps, faisant de Mala un poème dédié aux détenus de toutes les nations. Ces poèmes sont conservés par son amie Nicole Ritz qui ensuite les transmet à Lise London. Ils sont publiés par Archag Tchobanian dans le premier numéro de 1946 de sa revue littéraire Anahit,, juste après un éloge funèbre rendant hommage aux trois victimes de la guerre que furent Louisa Aslanian elle-même ainsi que Kégham Atmadjian et Missak Manouchian.
Le 27 janvier 1945, Louisa Aslanian est de nouveau déportée à Ravensbrück, où elle meurt trois jours plus tard, le 30 janvier, de cause inconnue. Le 15 février 1945, son mari est exécuté au camp de concentration de Dora.

## Œuvre
Les manuscrits, journaux intimes et lettres documentant les dernières années de sa vie auraient été complètement détruits par les nazis. Seuls son roman et les histoires plus anciennes ont survécu, et seulement quelques fragments de sa correspondance ont été préservés. Le fonds des arts arabes du Matenadaran contient une collection de miniatures médiévales orientales avec des thèmes soufis ayant appartenu aux Aslanian.
Dans ses écrits, Louisa Aslanian évoque les communautés de la diaspora arménienne en perte d'identité, de leur désunion et de leurs traditions datées. Elle voit la restauration de l'intégrité nationale comme la préservation d'un caractère distinctif dans la recherche d'une voie de développement unique, soutenant le rapatriement et le maintien de liens forts avec l'Arménie. Membre du PCF, elle soutient l'URSS et ses accomplissements. Ses derniers écrits sont consacrés à la lutte contre le fascisme et son imminente défaite.

### Romans
- (hy) Հարցականի ուղիներով [« Sur les chemins du doute »],‎ 1936[27], en deux volumes chez l'Imprimerie de Navarre (Paris)[28] :
  - (hy) Հարցականի ուղիներով [« Sur les chemins du doute »], vol. I, Paris, Impr. de Navarre,‎ 1936, 183 p. (BNF 41132092, lire en ligne)
  - (hy) Հարցականի ուղիներով [« Sur les chemins du doute »], vol. II-III, Paris, Impr. de Navarre,‎ 1936, 514 p. (BNF 41410950, lire en ligne)

### Nouvelles
- Années 1920 :
  - (hy) Դրամներիս հավաքածուն [« Ma collection de pièces de monnaie »]
  - (hy) Երկաթե գինեվաճառը [« La cave à vin en fer »]
  - (hy) Լիճը [« Le Lac »] (lire en ligne)

### Séries
- (hy) Խանը [« Le Khan »],‎ 1928 (lire en ligne)
- (hy) Գծից դուրս [« Au-delà de la ligne »],‎ 1935
  - (hy) Գծից դուրս [« Au-delà de la ligne »], Beyrouth, Impr. Kégham L. Sevani,‎ 1935, 173 p. (BNF 41176426)

### Poèmes
- 1944-1945 :
  - Գործարանում [« À l'usine »], daté du 31 décembre 1944[18]
  - Մալա [« Mala »][29]

### Écrits historiques
- Années 1940 :
  - Histoire de la Résistance (manuscrit probablement détruit par la Gestapo en 1944-1945)
  - La Chute de Paris (manuscrit probablement détruit par la Gestapo en 1944-1945)